# 甲米府治县
甲米府治县，是泰国南部甲米府的一个县。总面积595.7平方公里，总人口79622人，人口密度133.7人/平方公里（2000年）。

## 行政区划
甲米府府治县辖有10个区，66个村。